# Randale am Strand (Album)
Randale am Strand ist das fünfte Studioalbum der deutschen Rockabilly-Punk-Band Rumble on the Beach und wurde im September 1993 auf dem Weser Label herausgebracht. 2016 wurde das Album komplett neu gemastert und von Bear Family Records als CD und 180g Vinyl LP wieder veröffentlicht.

## Die Geschichte
Im Frühjahr 1993 machte die deutsche Independent Rockabilly-Punk-Band Rumble on the Beach erstmals eine Platte auf Deutsch. Es entstand eine CD, gespickt mit Cover-Versionen deutsch gesungener Klassiker der 50er und frühen 60er Jahre.
Unter den Bandmitgliedern, zu der Zeit aus Michael Ohlhoff, Frank Ullrich und Marc Mittelacher bestehend, gab es zu Anfang einige Diskussionen über das Für und Wider einer deutschsprachigen Produktion, jedoch einigte man sich schnell auf demokratischem Wege, das Projekt anzugehen.

## Kindheitserinnerungen
Die Schallplatten der Mutter, vom 'Glockengießer Rock' bis zu 'Der Mann im Mond', wurden auf einem kleinen Koffer-Plattenspieler abgespielt und das hatte eine nachhaltige prägende Wirkung, die auch für dieses Projekt ausschlaggebend war. Denn auch das sind die Wurzeln von Rumble on the Beach. Eben nicht nur Gene Vincent, Carl Perkins und Elvis Presley, sondern auch Conny Froboess, Peter Kraus und Ted Herold, sowie die persönlichen Erfahrungen der damaligen Zeit, der späten 80er und frühen 90er Jahre, Tour-Erlebnisse in Deutschland, inklusive der damaligen DDR, spielten dabei eine ebenso intensive Rolle, wie der Einflussbereich der Neuen Deutsche Welle (NDW) und des sogenannten Deutsch-Punk.

## Die Auswahl der Songs
Es wurden subjektiv mehr oder weniger bekannte deutsche Titel aus der Zeit zwischen 1956 und 1963 ausgewählt, darunter gleich zwei Lieder des deutsch singenden Engländers Billy Sanders und der Ted Herold Titel 'Ich brauch' keinen Ring', ein Song, der im Original von Elvis Presley ('Wear My Ring Around Your Neck') aus dem Jahre 1957 stammt und Anfang der 90er Jahre in einer Nashville-Version des Country-Sängers Ricky Van Shelton erneut in die Charts kam.

## Die Aufnahme-Sessions
Die Aufnahmen wurden im Sundance Studio in Bremen eingespielt. Die Räumlichkeiten des Studios boten der Band eine einzigartige Atmosphäre, die zusätzlich von der umgänglichen Art des Studio Chefs Stefan Ulrich gestützt wurde. Die Voraussetzungen waren perfekt. Das schlug sich auch in der Qualität des Zusammenspiels nieder.
Die Songs sind live im Studio eingespielt worden, lediglich Gesangsspuren und Solisten wurden nachträglich hinzugefügt. Eine Reihe von Gast-Musikern gaben sich die Ehre. Sie waren allesamt das sogenannte 'i-Tüpfelchen' des 'Randale am Strand'-Projektes und verliehen den verschiedenen Songs ein zusätzliches Flair. Gudrun Struck am Akkordeon kam aus Hamburg zu den Aufnahmen und spielte Akkordeon auf eine besondere Art. Sie bewegte sich zwischen der traditionellen Cajun-Musik aus Louisiana und den Quetschkommoden aus den Pinten des Hamburger Hafens. Der Bremer Jazz-Pianist Johannes 'Johnson' Waehneldt gesellte sich hinzu, sowie mit Andreas Linke, Matzi Hagenah und Tammo Lüers gleich drei zusätzliche Gitarristen, die den Aufnahmen eine Vielfalt verpassten. Mit dabei war auch Marten Ulrich am Saxophon, Evelyn Gramel für den weiblichen Background-Gesang, sowie der erste und auch aktuelle Bassist Andy Merck.

## Resumé
Die Platte erschien unter dem Titel 'Randale am Strand' auf dem Bremer Weser Label von Claus Fabian. Passend dazu ging die Band auf Tournee, jedoch standen die Zeichen der Zeit dem weiteren Agieren der 'Rumbles' entgegen. Familienfreuden zwangen Rumble on the Beach zu pausieren. Dadurch erhielt die CD nach ihrer Veröffentlichung nur noch geringere Aufmerksamkeit.
23 Jahre nach der Erstveröffentlichung kümmerte sich das Wiederveröffentlichungs-Label Bear Family Records um die 'vergessene' Platte und brachte sie 2016 erneut heraus, auf CD und erstmals auch auf einer 180 Gramm Vinyl Schallplatte.

## Titelliste
1. Die Boys und ihre Babies – Original: Paul Würges – 2:04
2. Ich bin kein schöner Mann – Original: Billy Sanders – 2:05
3. Alle Mädchen wollen küssen (Be Mine) – Original: Peter Kraus, Lance Fortune – 1:39
4. Brauner Bär und weiße Taube (Running Bear) – Original: Johnny Preston, Gus Backus – 3:55
5. Oh So Sweet – Original: Ted Herold – 1:51
6. Denn du küsst so heiß (Just The Two Of Us) – Original: Jess Conrad, Benny Quick – 2:01
7. Der Mann im Mond – Original: Gus Backus – 2:19
8. Susie Rock (Bluejean Bop) – Original: Gene Vincent & The Blue Caps, Peter Kraus – 2:25
9. Ich steh' an der Bar und habe kein Geld (A Pub With No Beer) – Original: Slim Dusty, Gus Backus – 2:50
10. 1 : 0 (Wild One) Original: Bobby Rydell, Ted Herold – 2:18
11. Ich bin ein Mann (I'm A Man) – Original: Mort Shuman, Fabian, Ted Herold – 1:56
12. Carolin, darf ich nicht dein Boyfriend sein? – Original: Ted Herold – 1:46
13. Ich brauch' keinen Ring (Wear My Ring Around Your Neck) – Original: Elvis Presley, Ted Herold – 1:53
14. Glockengießer Rock (Let The Bells Keep Ringing) – Original: Paul Anka, Conny Froboess – 1:43
15. Shake Baby, Shake (Whole Lotta Shakin' Goin' On) – Original: Big Maybelle, Jerry Lee Lewis, Little Gerhard – 2:27
16. Daisy, du musst schlafen geh'n – Original: Billy Sanders – 1:43
17. Mit 17 – Original: Peter Kraus – 2:05

## Kritik
- Country Jukebox ... Das Randale Am Strand betitelte Werk hat man gefüllt mit einer wilden, total unverkrampften Mischung aus alten deutschen Schlagern und Cover-Versionen bekannter Klassiker, denen man kurzerhand ein perfekt passendes Rockabilly/Punk-Gewand verpasste.[1]
- MINT Magazin (01/2017, S. 140): ...Der typische Rockabilly-Sound der Band wird hier und da variiert, vor allem Country und Cowpunk gibt es zu hören, die Stücke heißen dann Ich steh an der Bar und habe kein Geld oder Brauner Bär und weiße Taube. Weil bei Rumble On The Beach der Punk zur DNA gehört, ist der Klang auch mal ruppig.
- Musikzirkus – Stefan Schelle ... Kann eine derartige Songauswahl und Musik heute noch zünden? Dazu kann ich nur ein fettes „Ja“ schreiben.